# جيولوجيا القارة القطبية الجنوبية
تنقسم جيولوجيا انتاركتيكا إلى ثلاث مراحل رئيسة. منذ أكثر من 170 مليون سنة، كانت القارة القطبية الجنوبية جزءا من القارة الكبري غندوانا وبمرور

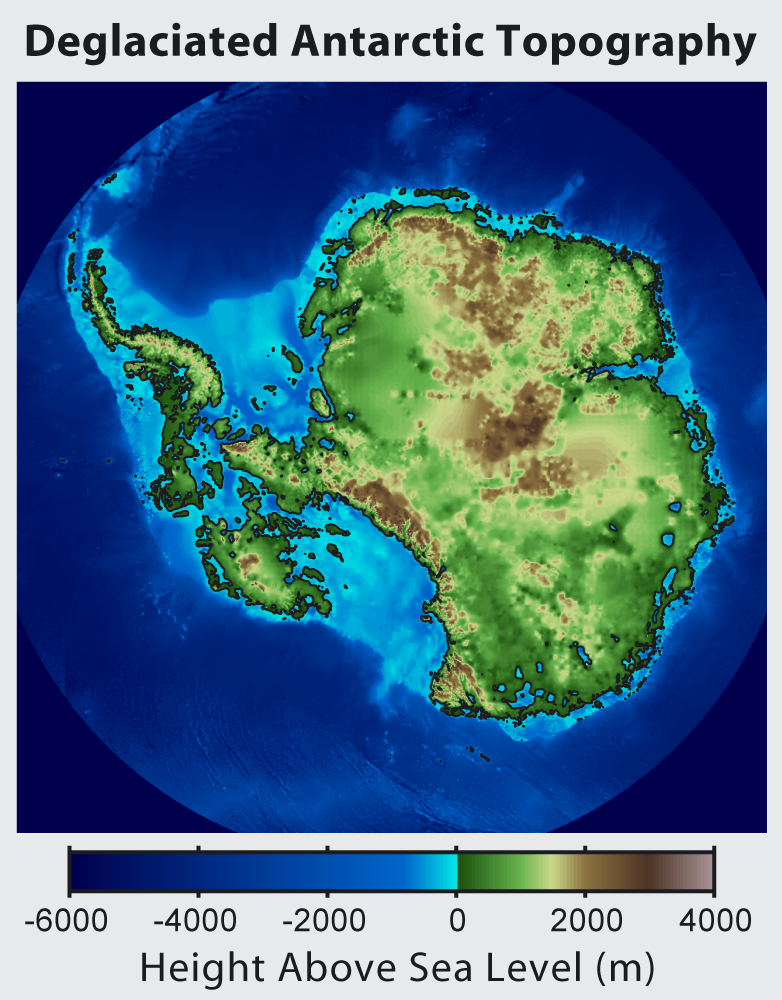
This is topographic map of Antarctica after removing the ice sheet and accounting for both isostatic rebound and sea level rise. Hence this map suggests what Antarctica may have looked like 35 million years ago, when the Earth was warm enough to prevent the formation of large-scale ice sheets in Antarctica.

 الوقت، تفككت غندوانا تدريجيا تكونت أنتاركتيكا كما نعرفها اليوم من حوالي 25 مليون سنة مضت.

## حقبة الحياة القديمة (540-250 مليون سنة)

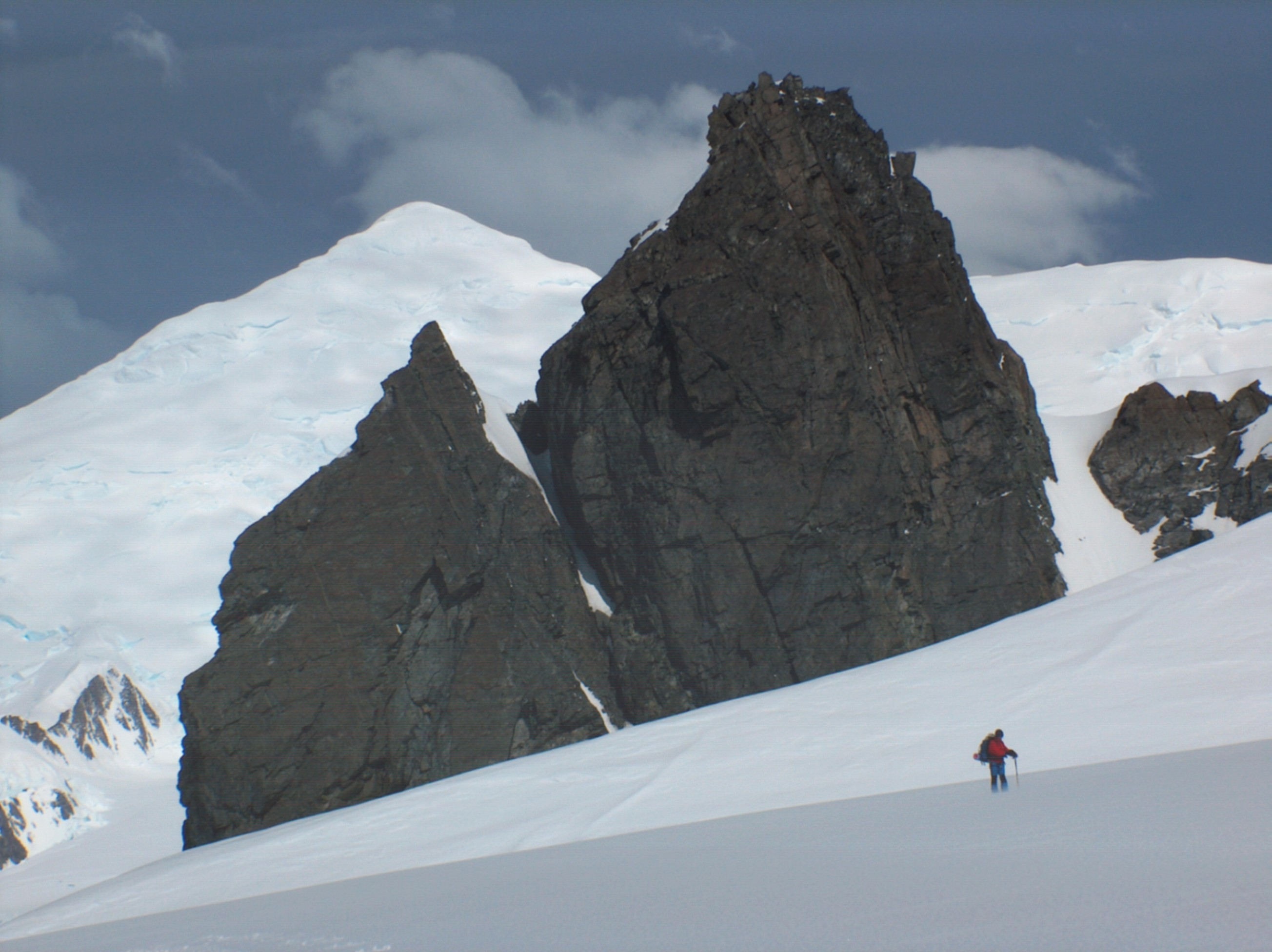
مسح الطريق

خلال المرحلة الكمبري الدوري، كانت غندوانا ذات مناخ معتدل. غرب القارة القطبية الجنوبية بشكل جزئي في نصف الكرة الشمالي، وخلال هذه الفترة على كميات كبيرة من الحجر الرملي ثانية، من الحجر الجيري ليالي والصخر الزيتي ليالي أودعت. كان شرق القارة القطبية الجنوبية عند خط الاستواء، حيث قاع البحر اللافقارية وق ثلاثي الفصوص ق ازدهرت في البحار الاستوائية. قبل بداية فترة ديفوني (416 ما)، كانت غندوانا في خطوط العرض أكثر الجنوبية وكان المناخ أكثر برودة، على الرغم من الاحافير من النباتات البرية معروفة من هذا الوقت. الرمال والطمي كانت قد وضعت في أسفل ليالي ما يعرف الآن ألسويرث، جبال هورليك جبال بينساكولا. تجلد بدأت في نهاية الفترة ديفوني (360 ما)، كما أصبحت غندوانا تركزت حول القطب الجنوبي وتبريد المناخ، على الرغم من النباتات لا تزال قائمة. خلال فترة العصر البرمي، أصبحت تهيمن على الحياة النباتية من سرخس النباتات الشبيهة مثل Glossopteris، والتي نمت في مستنقعات. مع مرور الوقت أصبحت هذه المستنقعات رواسب الفحم في سلسلة الجبال العابرة لأنتاركتيكا. قرب نهاية فترة العصر البرمي، استمرار ارتفاع درجات الحرارة أدى إلى مناخ جاف وحار على معظم غندوانا.

## حقبة الدهر الوسيط (250-65 مليون سنة)

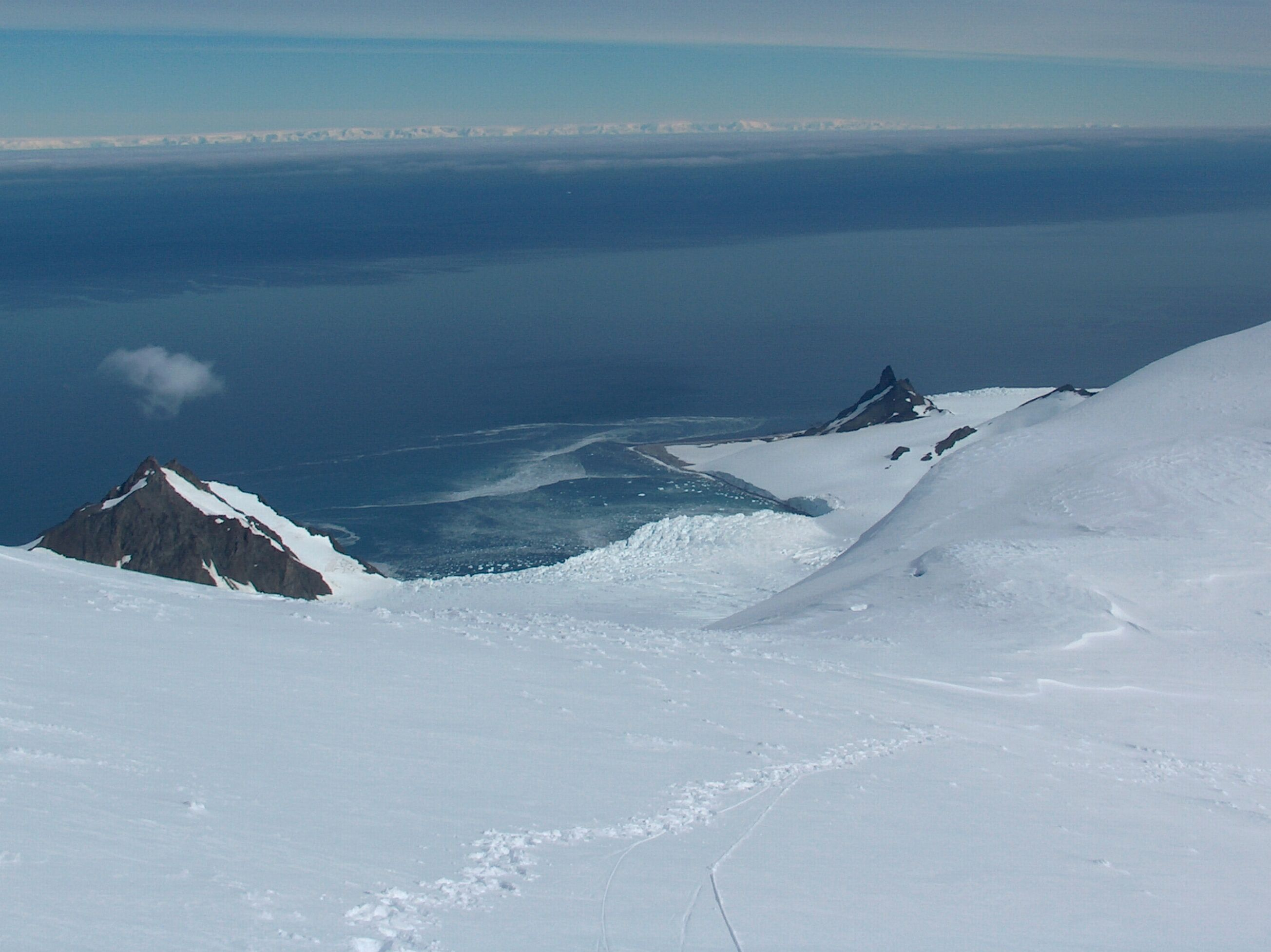
Bransfield مضيق

نتيجة لاستمرار ارتفاع درجات الحرارة وذوبان القمم الجليدية القطبية، والكثير من غندوانا أصبح صحراء. في شرق القارة القطبية الجنوبية، ترسخ في سرخس البذور، وكميات كبيرة من الحجر الرملي والحجر وضعت في هذا الوقت. شبه الجزيرة القطبية الجنوبية بدأت تتشكل خلال فترة العصر الجوراسي (206-146 ما)، والجزر وارتفع تدريجيا من المحيطات. الجنكة الأشجار وسيكاد يالي كانت وفيرة خلال هذه الفترة، وكذلك الزواحف مثل Lystrosaurus في غرب القطب الجنوبي، الصنوبرية الغابات الأوس ق يهيمن عليها خلال فترة العصر الطباشيري كامل (146-65 ما)، على الرغم من جنوب الزان بدأت تولي في نهاية هذه الفترة. هيرميس ليالي كانت شائعة في البحار حول القطب الجنوبي، والديناصورات كانت حاضرة أيضا، وعلى الرغم من اثنين فقط من القارة القطبية الجنوبية ديناصور جنسا Cryolophosaurus ، من تأليف هانسون، Antarctopelta وقد وصفت حتى الآن. وكان خلال هذه الفترة التي بدأت غندوانا بالتفكك.

## تفككغندوانا(160-23 مليون سنة)
والتبريد من القارة القطبية الجنوبية وقعت التدرجي من انتشار القاري تغيير تيارات المحيطات طولية من خط الاستواء إلى درجة حرارة القطب معادلة التيارات التيارات عرضية إلى أن الحفاظ على وحدة الاختلافات في درجة الحرارة العرض.
أفريقيا القارة القطبية الجنوبية المنفصلين عن نحو 160 ما، تليها شبه القارة الهندي، في أوائل العصر الطباشيري (ما يقرب من 125). ما يقرب من 65، والقطب الجنوبي (ثم متصلا أستراليا): لا يزال لديها الاستوائية إلى مناخ شبه استوائي، كامل مع الحيوانات جرابي. حوالي 40 ما بين أستراليا وغينيا الجديدة فصل من القارة القطبية الجنوبية، بحيث يمكن عزل خطوط العرض الحالي من القارة القطبية الجنوبية وأستراليا، وذلك على الجليد الأولى بدأت تظهر. نحو 23 شركة ما، وممر دريك فتحت بين القارة القطبية الجنوبية وأمريكا الجنوبية، والتي أدت في القطب الجنوبي الحالي. انتشار الجليد، لتحل محل الغابات التي تغطي ثم في القارة. منذ حوالي 15 ما، في القارة كانت في معظمها مغطاة بالجليد  مع القطب الجنوبي الجليدية الوصول إلى التمديد الحالي حوالي 6 ما.

## جيولوجيا أنتاركتيكا اليوم

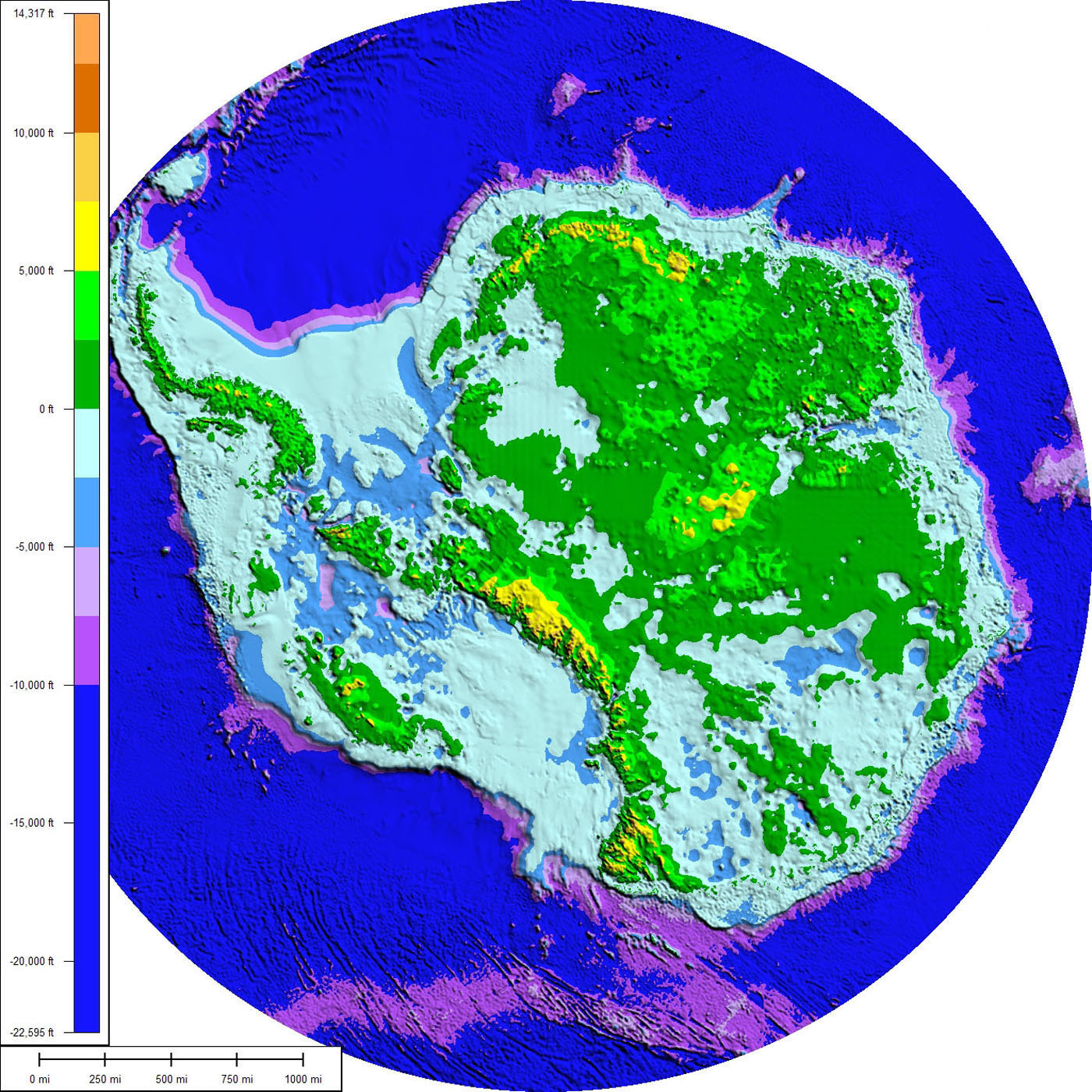
قياس الأعماق وتضاريس تحت الجليد من طبقة صخرية سفلية الجليدي القارة القطبية الجنوبية.

الدراسة الجيولوجية من القارة القطبية الجنوبية قد يعرقل كثيرا من حقيقة أن ما يقرب من جميع من القارة بصورة دائمة مغطاة بطبقة سميكة من الجليد. ومع ذلك، والتقنيات الجديدة مثل الاستشعار عن بعد، الرادار المخترق للأرض، وصور الأقمار الصناعية قد بدأت تكشف عن هياكل تحت سطح الجليد.
جيولوجيا، وغرب القارة القطبية الجنوبية يشبه في جبال الأنديز سلسلة جبال في أمريكا الجنوبية. في شبه الجزيرة القطبية الجنوبية تم تشكيلها من قبل ورفع تحول في الرواسب من قاع البحر خلال حقب الحياة القديمة في وقت متأخر وعصور مبكرة الدهر الوسيط. هذا رفع الرواسب ورافق الاقتحام البركانية والنشاط البركاني. الصخور الأكثر شيوعا في غرب القارة القطبية الجنوبية هي [[:أندزيت: صخر ذو أصل بركاني، يتألف أساسًا من فلسبار بلاجيوكلازي (أوليجوكلاز أو أندزين) مع كميات أقل من معادن قاتمة (هوزنبلند أو بيوتيت أو بيروكسين)، وهو المكافئ النابط لصخر الديوريت.|انديسايت]] وريولايت بركانية تكونت خلال العصر الجوراسي. وهناك أيضا أدلة على النشاط البركاني، وحتى بعد الجليدي قد شكلت، في ماري لاند بيرد جزيرة الكسندر. المجال الوحيد الشاذ في غرب القطب الجنوبي هو جبال ألسويرث المنطقة، حيث الطبقات هو أكثر مماثلة للجزء الشرقي من القارة.

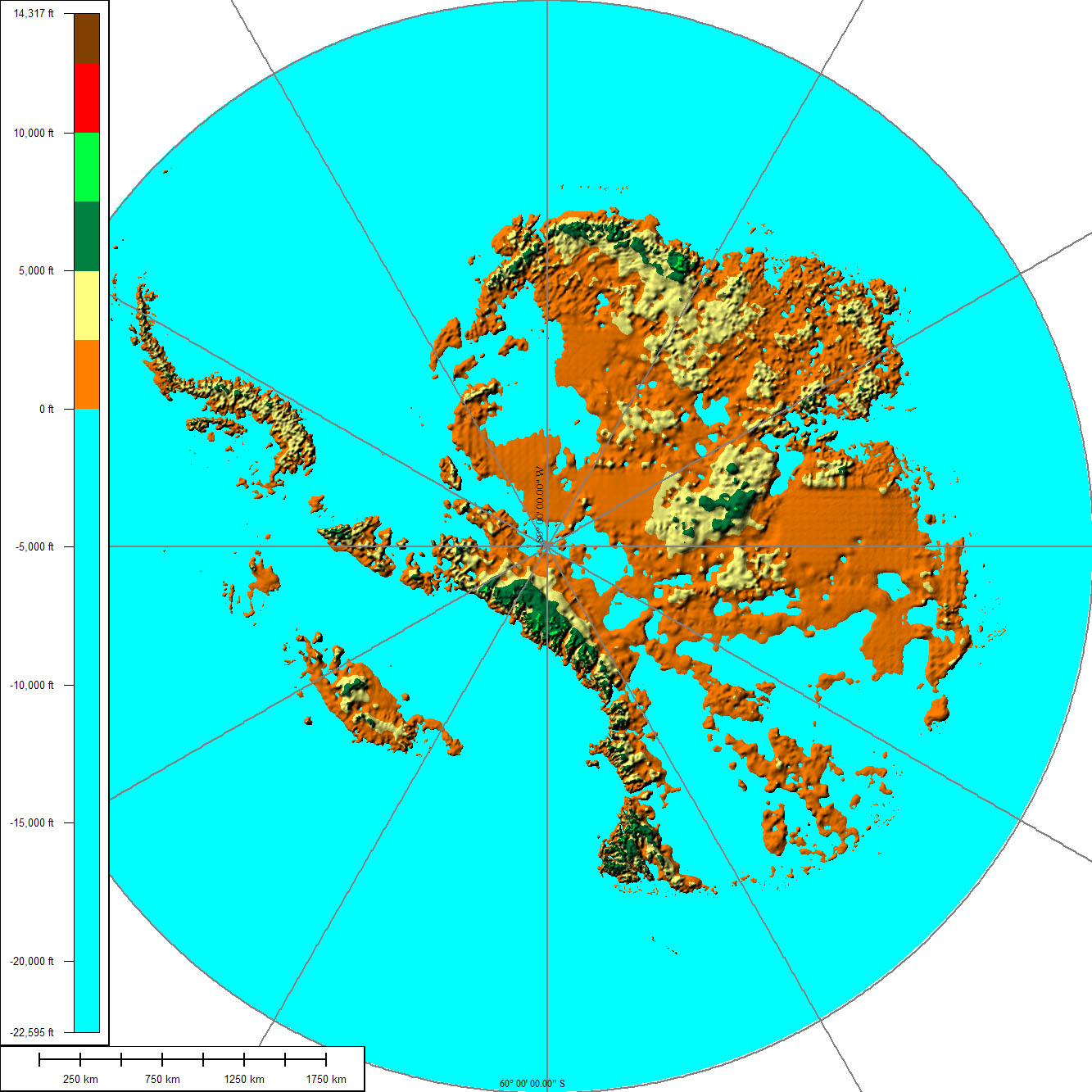
القطب الجنوبي من دون الغطاء الجليدي. هذه الخريطة لا تعتبر أن مستوى سطح البحر سيرتفع بسبب ذوبان الجليد، كما أن مساحة اليابسة سترتفع بنسبة عدة مئات من الامتار على مدى بضع عشرات من الآلاف من السنين بعد ان وزن الجليد لم يعد الاكتئاب من مساحة اليابسة.

شرق القارة القطبية الجنوبية هي جيولوجيا متنوعة جدا، يرجع تاريخها إلى عصر ما قبل العصر الكمبري، مع بعض الصخور شكلت أكثر من 3 مليارات سنة مضت. وهو يتألف من منصة المتحولة والنارية التي هي أساس للدرع القارية. على رأس هذه القاعدة هي مختلف الصخور الحديثة، مثل الحجر الرملي ثانية، من الحجر الجيري ليالي، الفحم والصخر الزيتي ليالي المنصوص عليها في أثناء فترات ديفوني والجوراسية لتشكل سلسلة الجبال العابرة لأنتاركتيكا. في المناطق الساحلية مثل شاكلتون المدى وفيكتوريا اند بعض يخطأ حدث.
المصادر المعدنية الرئيسية المعروفة في القارة هي الفحم. وسجلت لأول مرة قرب بيرد مور الجليدى بواسطة فرانك البرية في القطب نمرود، والآن الفحم المنخفض الدرجة هو معروف في كثير من أنحاء الجبال العابرة لأنتاركتيكا. والأمير تشارلز جبال تحتوي على رواسب كبيرة من خام الحديد. الموارد أثمن من القارة القطبية الجنوبية تكمن في الخارج، وهي النفط والغاز الطبيعي الميدان ليالي العثور عليها في بحر روس في عام 1973. استغلال جميع الموارد المعدنية هي محظورة حتى عام 2048 بعد إصدار البروتوكول بشأن حماية البيئة في معاهدة أنتاركتيكا.